# Château Giscours

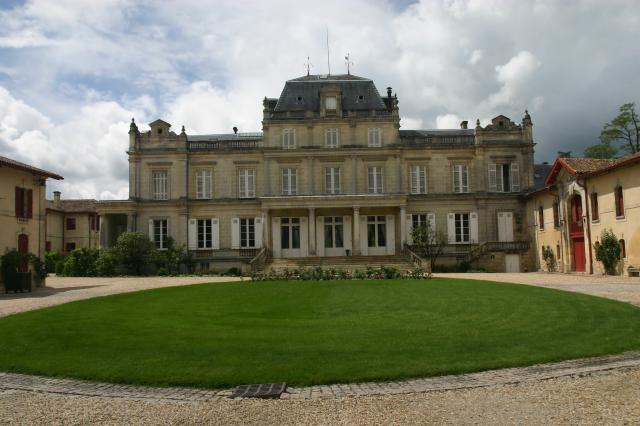
Hauptgebäude von Château Giscours

Das Château Giscours ist eines der bekannten Weingüter von Bordeaux. Seit der Klassifikation von 1855 ist das Weingut als Troisieme Grand Cru Classé eingestuft, die dritthöchste Stufe der Klassifikationen.
Das Gut liegt im Weinbaugebiet Margaux, südwestlich des Dorfes Labarde.
Der Wein von Giscours ist recht bekannt, da das Gut mit ca. 80,5 Hektar bestockter Rebfläche groß ist. 53 Prozent der Fläche ist mit Cabernet Sauvignon und 42 Prozent mit Merlot bestockt. Den Rest von 5 Prozent teilen sich auf die Sorten Cabernet Franc und Petit Verdot auf. Die Pflanzdichte liegt bei hohen 10.000 Stöcken je Hektar und fast ein Viertel der Reben ist älter als 40 Jahre. Das Gut selbst ist noch weitaus größer; es umfasst einen Landbesitz von fast 400 Hektar. Das Gut erzeugt in mittleren Jahren ca. 300.000 Flaschen Wein. Unter den jüngeren Jahrgängen tat sich besonders der Wein von 2000 hervor, der mit 92 Parker-Punkten bewertet wurde.
Nach einer Maischegärung reifen die Weine ca. 18 Monate im Barrique. Seit Anfang der 1990er Jahre wird die malolaktische Gärung im Holzfass durchgeführt.
Der Zweitwein von Château Giscours heißt La Sirène de Giscours.

## Geschichte des Weinguts

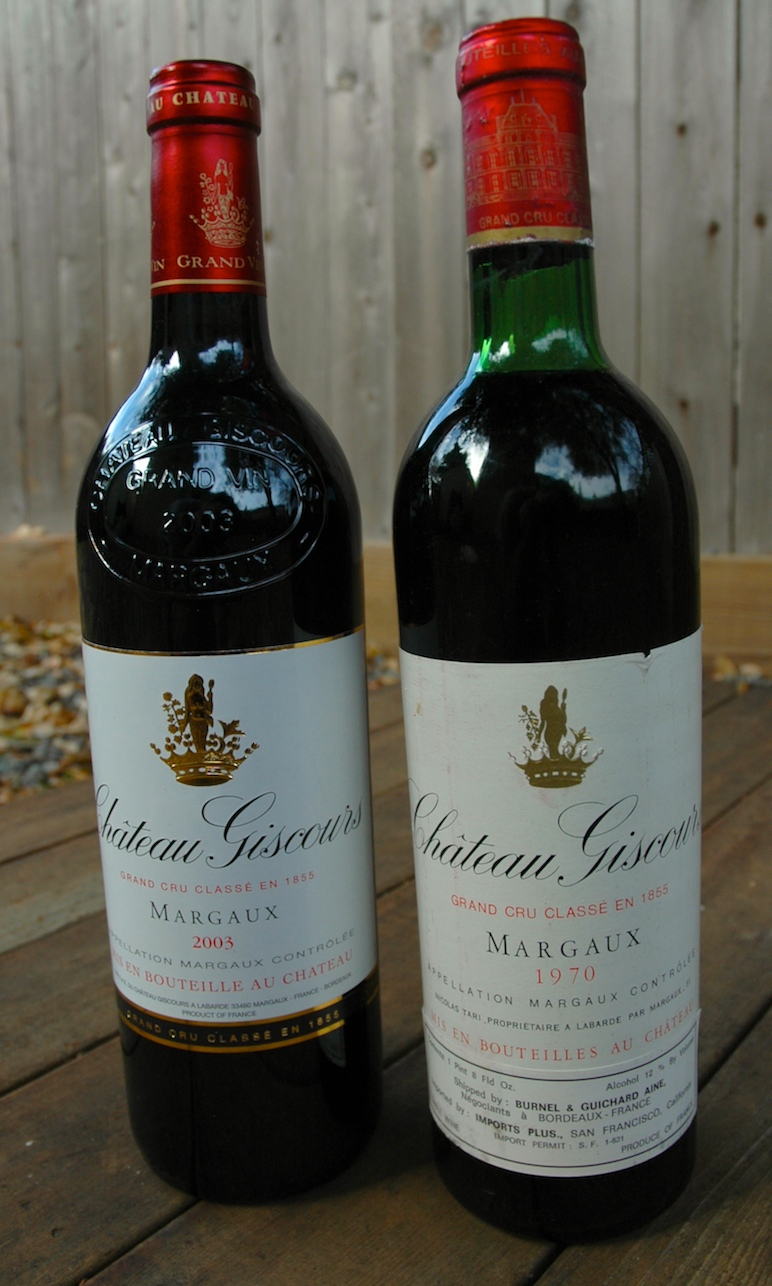
Zwei Flaschen Château Giscours von 1970 und 2003

Die erste Erwähnung von Château Giscours geht auf eine Zeit um das Jahr 1330 zurück. In den Dokumenten ist von einem befestigten Donjon die Rede. Am 19. November 1552 wechselte das Anwesen für 1000 Pfund den Besitzer; aus den Unterlagen des Verkaufs geht hervor, dass auf Château Giscours zu jener Zeit Weinbau betrieben wurde. Verkäufer war Gabriel Giraud; als neuer Eigner trat Pierre L’Homme auf. Überliefert ist auch, dass der Sonnenkönig Ludwig XIV. den Wein des Gutes schätzte.
Im Jahr 1789, dem Jahr der französischen Revolution gehörte Château Giscours der Familie Saint-Simon. Das Eigentum der Familie wurde beschlagnahmt und als Gemeingut („Bien National“) deklariert.
Nach einer langen Reihe von Besitzern wie z. B. Michel Jacob kaufte der Pariser Bankier Comte de Pescatore das Anwesen und ließ im Jahr 1847 das noch heute bestehende Château errichten. Ziel des Comte war es, Eugénie de Montijo dort zu empfangen.
Zum Anlass der Weltausstellung im Jahr 1855 wurde Château Giscours als Troisième Grand Cru Classé eingestuft.
In der Folgezeit stürzte der gesamte Weinbau des Bordeaux in eine tiefe Krise. Auslöser waren der Befall der Reblaus sowie das Auftreten der aus Nordamerika eingeschleppten Pilzkrankheiten Echter Mehltau und Falscher Mehltau der Weinrebe. Auch Château Giscours wurde nicht verschont. Es folgte eine Zeit, in der das Gut mehrfach seinen Besitzer wechselte. Es gelang jedoch niemandem, das Weingut aus seiner tiefen Krise zu führen.
Im Jahr 1952 übernahm die Familie Tari, die in Algerien (Weinbau in Algerien) ein beträchtliches Vermögen mit dem Weinbau verdient hatte, das Château. Nicolas Tari investierte erst in die Bausubstanz des Hauptgebäudes und ließ einen künstlichen See anlegen. Dieser See soll das Mikroklima nachhaltig beeinflussen. Nach diesen Investitionen wandte er sich der Neuanlage der Rebflächen zu und renovierte den Weinkeller. Darüber hinaus lebte Tari auf großem Fuß und finanzierte ein Polo-Team. Im Jahr 1970 übernahm Pierre Tari, der Sohn von Nicolas, die Führung des Hauses. Im Jahr 1976 war Pierre Tari Mitglied der Weinjury von Paris.
Er setzte die Qualitätsbemühungen seines Vaters fort, musste aber den hohen Investitionen und dem hohen Lebensstandard zu Beginn der 1990er Jahre Tribut zahlen und das Gut verkaufen. Als Käufer trat der niederländische Geschäftsmann Eric Albada-Jelgersma auf, dem auch Château du Tertre gehört.
Der Einstand von Jelgersma war nicht unumstritten. In einer Serie von gerichtlichen Auseinandersetzungen klagte er erst gegen die Familie Tari, da die Verkaufsbedingungen im Jahr 1990 offensichtlich nicht klar waren. Die Familie Tari behauptete, dass Albada Jelgersma nur die Rebflächen und den Keller erworben habe, dass aber die Gebäude weiterhin Eigentum der Taris sei. Außerdem soll sich Tari im Vorfeld des Verkaufs auf unerlaubte Weise mit Firmenkapital bereichert haben.
Im Jahr 1998 schließlich wurde der Skandal um Giscours aufgedeckt. Insbesondere bei den Weinjahrgängen 1995 und 1996 sollen illegale Weinbaupraktiken wie das unerlaubte Aufzuckern des Mosts und der unlautere Einsatz von Eichenholzchips aus dem Haus Demptos beim Ausbau eingesetzt worden sein. Auch wenn sich später herausstellte, dass vor allem der Zweitwein von den illegalen Praktiken betroffen war, war der Schaden erheblich.
Jelgersma, der offensichtlich in Unkenntnis der Abläufe auf Giscours war, tauschte einen Großteil der Mannschaft inklusive des bekannten Önologen Jean-Michel Ferrandez vor Ort aus. Heute führte der Holländer Alexander van Beek sowohl auf Giscours als auch auf dem benachbarten Château du Tertre die Geschäfte. Van Beek’s Ehefrau Véronique Sanders leitet das Tagesgeschäft auf Château Haut-Bailly in Pessac-Léognan.